# BAFTA al millor disseny de producció
El BAFTA al millor disseny de producció és un premi que atorga la BAFTA (British Academy of Film and Television Arts) en una cerimònia anual, en reconeixement del millor disseny de producció i direcció artística.

## Dècada del 1960
| 1964 - Becket - John Bryan - The Chalk Garden - Carmen Dillon - Goldfinger - Ken Adam - Zulu - Ernest Archer 1965 - L'expedient Ipcress - Ken Adam - Lord Jim - Geoffrey Drake - Those Magnificent Men in Their Flying Machines - Thomas N. Morahan - Thunderball - Ken Adam 1966 - The Blue Max - Wilfred Shingleton - Khartoum - John Howell - The Quiller Memorandum - Maurice Carter - The Wrong Box - Ray Simm 1967 - A Man for All Seasons - John Box - Accident - Carmen Dillon - Blowup - Assheton Gorton - You Only Live Twice - Ken Adam | 1964 - Dr. Strangelove - Ken Adam - Guns at Batasi - Maurice Carter - King & Country - Richard MacDonald - The Pumpkin Eater - Edward Marshall 1965 - Darling - Ray Simm - The Bedford Incident - Arthur Lawson - The Hill - Herbert Smith - Rotten to the Core - Alex Vetchinsky 1966 - The Spy Who Came in from the Cold - Tambi Larsen - On és la Bunny Lake? - Donald M. Ashton - Georgy Girl - Tony Woollard - Life at the Top - Edward Marshall 1967 - no es va atorgar premi. | 1968 - 2001: A Space Odyssey - Ernest Archer, Harry Lange, Anthony Masters - The Charge of the Light Brigade - Edward Marshall - Oliver! - John Box - Romeo and Juliet - Renzo Mongiardino 1969 - Oh! What a Lovely War - Donald M. Ashton - Hello, Dolly! - John DeCuir - War and Peace - Mikhail Bogdanov, Gennadi Myasnikov - Women in Love - Luciana Arrighi |

## Dècada del 1970
| 1970 - Waterloo - Mario Garbuglia - Anne of the Thousand Days - Maurice Carter - Ryan's Daughter - Stephen B. Grimes - Scrooge - Terence Marsh 1971 - Morte a Venezia - Ferdinando Scarfiotti - The Go-Between - Carmen Dillon - Nicholas and Alexandra - John Box - The Tales of Beatrix Potter - Christine Edzard 1972 - Cabaret - Rolf Zehetbauer - A Clockwork Orange - John Barry - Lady Caroline Lamb - Carmen Dillon - El jove Winston - Donald M. Ashton i Geoffrey Drake 1973 - The Hireling - Natasha Kroll - England Made Me - Tony Woollard - Roma - Danilo Donati - L'empremta - Ken Adam 1974 - El gran Gatsby - John Box - Chinatown - Richard Sylbert - Murder on the Orient Express - Tony Walton - The Three Musketeers - Brian Eatwell | 1975 - Rollerball - John Box - Barry Lyndon - Ken Adam - El dia de la llagosta - Richard MacDonald - El colós en flames - William J. Creber 1976 - Bugsy Malone - Geoffrey Kirkland - All the President's Men - George Jenkins - King Kong - Mario Chiari i Dale Hennesy - The Slipper and the Rose - Ray Simm 1977 - Casanova - Danilo Donati i Federico Fellini - A Bridge Too Far - Terence Marsh - The Spy Who Loved Me - Ken Adam - Valentino - Philip Harrison 1978 - Encontres a la tercera fase - Joe Alves - Julia - Gene Callahan, Carmen Dillon i Willy Holt - Star Wars Episode IV: A New Hope - John Barry - Superman - John Barry 1979 - Alien - Michael Seymour - Apocalypse Now - Dean Tavoularis - The Europeans - Jeremiah Rusconi - Yanks - Brian Morris |

## Dècada del 1980
| 1980 - The Elephant Man - Stuart Craig - Comença l'espectacle - Philip Rosenberg - Flash Gordon - Danilo Donati - Star Wars Episode V: The Empire Strikes Back - Norman Reynolds 1981 - Raiders of the Lost Ark - Norman Reynolds - Chariots of Fire - Roger Hall - The French Lieutenant's Woman - Assheton Gorton - Tess - Pierre Guffroy 1982 - Blade Runner - Lawrence G. Paull - E.T. the Extra-Terrestrial - James D. Bissell - Gandhi - Stuart Craig 1983 - La traviata - Gianni Quaranta i Franco Zeffirelli - Heat and Dust - Wilfred Shingleton - Star Wars episodi VI: El retorn del jedi - Norman Reynolds - Jocs de guerra - Angelo P. Graham 1984 - The Killing Fields - Roy Walker - En companyia de llops - Anton Furst - Greystoke: The Legend of Tarzan, Lord of the Apes - Stuart Craig - Nineteen Eighty-Four - Allan Cameron | 1985 - Brazil - Norman Garwood - Amadeus - Patrizia von Brandenstein - Back to the Future - Lawrence G. Paull - A Passage to India - John Box 1986 - A Room with a View - Brian Ackland-Snow i Gianni Quaranta - Aliens - Peter Lamont - La missió - Stuart Craig - Ran - Shinobu i Yoshirô Muraki 1987 - Radio Days - Santo Loquasto - Hope and Glory - Anthony Pratt - Jean de Florette - Bernard Vézat - The Untouchables - William A. Elliott 1988 - Tucker: The Man and His Dream - Dean Tavoularis - Empire of the Sun - Norman Reynolds - The Last Emperor - Ferdinando Scarfiotti - Qui ha enredat en Roger Rabbit? - Elliot Scott 1989 - The Adventures of Baron Munchausen - Dante Ferretti - Batman - Anton Furst - Les amistats perilloses - Stuart Craig - Henry V - Tim Harvey |

## Dècada del 1990
| 1990 - Dick Tracy - Richard Sylbert - Cinema Paradiso (Nuovo Cinema Paradiso) - Andrea Crisanti - The Hunt for Red October - Terence Marsh - The Sheltering Sky - Gianni Silvestri 1991 - Edward Scissorhands - Bo Welch - La família Addams - Richard MacDonald - Cyrano de Bergerac - Ezio Frigerio - Terminator 2: Judgment Day - Joseph C. Nemec III 1992 - Strictly Ballroom - Catherine Martin - Chaplin - Stuart Craig - Howards End - Luciana Arrighi - The Last of the Mohicans - Wolf Kroeger 1993 - The Piano - Andrew McAlpine - L'edat de la innocència - Dante Ferretti - Bram Stoker's Dracula - Thomas E. Sanders - Schindler's List - Allan Starski 1994 - Interview with the Vampire: The Vampire Chronicles - Dante Ferretti - Les aventures de Priscilla - Colin Gibson i Owen Paterson - Frankenstein - Tim Harvey - La màscara - Craig Stearns | 1995 - Apollo 13 - Michael Corenblith - Braveheart - Thomas E. Sanders - The Madness of King George - Ken Adam - Sense and Sensibility - Luciana Arrighi 1996 - Ricard III - Tony Burrough - The English Patient - Stuart Craig - Evita - Brian Morris - Hamlet - Tim Harvey 1997 - Romeo + Juliet - Catherine Martin - L.A. Confidential - Jeannine Claudia Oppewall - Mrs Brown - Martin Childs - Titanic - Peter Lamont 1998 - The Truman Show - Dennis Gassner - Elizabet - John Myhre - Saving Private Ryan - Thomas E. Sanders - Shakespeare in Love - Martin Childs 1999 - Sleepy Hollow - Rick Heinrichs - American Beauty - Naomi Shohan - Angela's Ashes - Geoffrey Kirkland - El final de l'idil·li - Anthony Pratt - The Matrix - Owen Paterson |

## Dècada del 2000
| 2000 - Gladiator - Arthur Max - Chocolat - David Gropman - Crouching Tiger, Hidden Dragon - Timmy Yip - O Brother, Where Art Thou? - Dennis Gassner - Quills - Martin Childs 2001 - Le fabuleux destin d'Amélie Poulain - Aline Bonetto - Gosford Park - Stephen Altman - Harry Potter and the Philosopher's Stone - Stuart Craig - The Lord of the Rings: The Fellowship of the Ring - Grant Major - Moulin Rouge! - Catherine Martin 2002 - Road to Perdition - Dennis Gassner - Chicago - John Myhre - Gangs of New York - Dante Ferretti - Harry Potter and the Chamber of Secrets - Stuart Craig - The Lord of the Rings: The Two Towers - Grant Major 2003 - Master and Commander: The Far Side of the World - William Sandell - Big Fish - Dennis Gassner - Cold Mountain - Dante Ferretti - Girl with a Pearl Earring - Ben van Os - The Lord of the Rings: The Return of the King - Grant Major 2004 - The Aviator - Dante Ferretti - Descobrir el País de Mai Més - Gemma Jackson - Harry Potter and the Prisoner of Azkaban - Stuart Craig - La casa de les dagues voladores - Tingxiao Huo - Vera Drake - Eve Stewart | 2005 - Harry Potter and the Goblet of Fire - Stuart Craig - Batman Begins - Nathan Crowley - Charlie and the Chocolate Factory - Alex McDowell - King Kong - Grant Major - Memoirs of a Geisha - John Myhre 2006 - Children of Men - Jim Clay, Geoffrey Kirkland i Jennifer Williams - Casino Royale - Peter Lamont i Simon Wakefield - Maria Antonieta - K.K. Barrett i Véronique Melery - El laberinto del fauno - Eugenio Caballero i Pilar Revuelta - Pirates of the Caribbean: Dead Man's Chest - Cheryl Carasik i Rick Heinrichs 2007 - Atonement - Sarah Greenwood i Katie Spencer - Elizabeth: l'edat d'or - Guy Dyas i Richard Roberts - Harry Potter and the Order of the Phoenix - Stuart Craig i Stephanie McMillan - La Môme - Olivier Raoux - There Will Be Blood - Jim Erickson i Jack Fisk 2008 - The Curious Case of Benjamin Button - Donald Graham Burt i Victor J. Zolfo - Changeling - Gary Fettis i James J. Murakami - The Dark Knight - Nathan Crowley, Peter Lando - Revolutionary Road - Debra Schutt i Kristi Zea - Slumdog Millionaire - Michelle Day i Mark Digby 2009 - Avatar - Rick Carter, Robert Stromberg, Kim Sinclair - District 9 - Philip Ivey, Guy Potgieter - Harry Potter and the Half-Blood Prince - Stuart Craig, Stephenie McMillan - The Imaginarium of Doctor Parnassus - Dave Warren, Anastasia Masaro, Caroline Smith - Maleïts malparits - David Wasco, Sandy Reynolds Wasco |

## Dècada del 2010
| 2010 − Inception − Guy Hendrix Dyas, Larry Dias i Doug Mowat - Alice in Wonderland – Robert Stromberg i Karen O’Hara - Black Swan – Thérèse DePrez i Tora Peterson - El discurs del rei – Eve Stewart i Judy Farr - True Grit – Jess Gonchor i Nancy Haigh 2011 – Hugo – Dante Ferretti i Francesca Lo Schiavo - The Artist – Laurence Bennett i Robert Gould - Harry Potter and the Deathly Hallows – Part 2 – Stuart Craig i Stephenie McMillan - Tinker Tailor Soldier Spy – Maria Djurkovic i Tatiana Macdonald - War Horse – Rick Carter i Lee Sandales 2012 – Les Misérables – Eve Stewart i Anna Lynch-Robinson - Anna Karenina – Sarah Greenwood i Katie Spencer - Life of Pi – David Gropman i Anna Pinnock - Lincoln – Rick Carter i Jim Erickson - Skyfall – Dennis Gassner i Anna Pinnock 2013 – The Great Gatsby – Catherine Martin i Beverly Dunn - 12 Years a Slave – Adam Stockhausen i Alice Baker - American Hustle – Judy Becker i Heather Loeffler - Behind the Candelabra – Howard Cummings i Barbara Munch-Cameron - Gravity – Andy Nicholson, Rosie Goodwin i Joanne Woollard 2014 – The Grand Budapest Hotel – Adam Stockhausen i Anna Pinnock - Big Eyes – Rick Heinrichs i Shane Vieau - The Imitation Game – Maria Djurkovic i Tatiana Macdonald - Interstellar – Nathan Crowley i Gary Fettis - Mr. Turner – Suzie Davies i Charlotte Watts | 2015 – Mad Max: Fury Road – Colin Gibson i Lisa Thompson - Bridge of Spies – Rena DeAngelo, Adam Stockhausen i Bernhard Henrich - Carol – Judy Becker i Heather Loeffler - The Martian – Celia Bobak i Arthur Max - Star Wars: The Force Awakens – Rick Carter, Darren Gilford i Lee Sandales 2016 – Fantastic Beasts and Where to Find Them – Stuart Craig i Anna Pinnock - Doctor Strange – John Bush i Charles Wood - Hail, Caesar! – Jess Gonchor i Nancy Haigh - La La Land – \| David Wasco i Sandy Reynolds-Wasco - Nocturnal Animals – Shane Valentino i Meg Everist 2017 – The Shape of Water – Paul Austerberry, Jeff Melvin i Shane Vieau - Beauty and the Beast – Sarah Greenwood i Katie Spencer - Blade Runner 2049 – Dennis Gassner i Alessandra Querzola - Darkest Hour – Sarah Greenwood i Katie Spencer - Dunkirk – Nathan Crowley i Gary Fettis 2018 – The Favourite – Fiona Crombie i Alice Felton - Fantastic Beasts: The Crimes of Grindelwald – Stuart Craig i Anna Pinnock - First Man – Nathan Crowley i Kathy Lucas - Mary Poppins Returns – John Myhre i Gordon Sim - Roma – Eugenio Caballero i Bárbara Enríquez 2019 – 1917 – Dennis Gassner i Lee Sandales - The Irishman – Bob Shaw i Regina Graves - Jojo Rabbit – Ra Vincent i Nora Sopková - Joker – Mark Friedberg i Kris Moran - Once Upon a Time in Hollywood – Barbara Ling i Nancy Haigh |

## Dècada del 2020
| 2020 – Mank – Donald Graham Burt i Jan Pascale - The Dig – Maria Djurkovic i Tatiana Macdonald - The Father – Peter Francis i Cathy Featherstone - News of the World – David Crank i Elizabeth Keenan - Rebecca – Sarah Greenwood i Katie Spencer 2021 – Dune – Patrice Vermette i Zsuzsanna Sipos - Cyrano – Sarah Greenwood Katie Spencer - The French Dispatch – Adam Stockhausen o Rena DeAngelo - Nightmare Alley – Tamara Deverell i Shane Vieau - West Side Story – Adam Stockhausen i Rena DeAngelo 2022 – Babylon – Florencia Martin i Anthony Carlino - \| Im Westen nichts Neues – Christian M. Goldbeck Ernestine Hipper - The Batman – James Chinlund i Lee Sandales - Elvis – Catherine Martin, Karen Murphy i Beverly Dunn - Guillermo del Toro's Pinocchio – Curt Enderle i Guy Davis 2023 – Poor Things – Shona Heath, James Price i Zsuzsa Mihalek - Barbie – Sarah Greenwood i Katie Spencer - Killers of the Flower Moon – Jack Fisk Adam Willis - Oppenheimer – Ruth De Jong i Claire Kaufman - La zona d'interès – Chris Oddy, Joanna Maria Kuś i Katarzyna Sikora |

## Múltiples premis i nominacions

### Múltiples nominacions
| 16 nominacions - Stuart Craig 7 nominacions - Dante Ferretti - Dennis Gassner - Sarah Greenwood - Katie Spencer 6 nominacions - John Box 5 nominacions - Nathan Crowley - Carmen Dillon - Catherine Martin - Anna Pinnock - Lee Sandales - Adam Stockhausen 4 nominacions - Rick Carter - Grant Major - John Myhre | 3 nominacions - Luciana Arrighi - Donald M. Ashton - John Barry - Maurice Carter - Martin Childs - Rena DeAngelo - Maria Djurkovic - Danilo Donati - Gary Fettis - Nancy Haigh - Tim Harvey - Rick Heinrichs - Geoffrey Kirkland - Peter Lamont - Richard MacDonald - Tatiana Macdonald - Terence Marsh - Ted Marshall - Stephenie McMillan - Thomas E. Sanders - Ray Simm - Eve Stewart - Richard Sylbert - Shane Vieau | 2 nominacions - Ernest Archer - Judy Becker - Donald Graham Burt - Eugenio Caballero - Geoffrey Drake - Beverley Dunn - Guy Hendrix Dyas - Jim Erickson - Jack Fisk - Anton Furst - Colin Gibson - Jess Gonchor - Assheton Gorton - David Gropman - Heather Loeffler - Arthur Max - Brian Morris - Owen Paterson - Lawrence G. Paull - Anthony D. G. Pratt - Gianni Quaranta - Sandy Reynolds-Wasco - Ferdinando Scarfiotti - Wilfred Shingleton - Robert Stromberg - Dean Tavoularis - David Wasco - Tony Woollard |

### Múltiples premis
| 4 premis - Dante Ferretti 3 premis - John Box - Stuart Craig - Dennis Gassner - Catherine Martin | 2 premis - Donald Graham Burt - Geoffrey Kirkland - Anna Pinnock - Gianni Quaranta |